# Hans-Jürgen Joseph
Hans-Jürgen Joseph (* 28. Oktober 1950 in Riesa) ist ein deutscher Jurist. Er war von Januar bis Juni 1990 Generalstaatsanwalt der Deutschen Demokratischen Republik.

## Ausbildung und erste berufliche Stationen
Der Sohn einer Arbeiterfamilie absolvierte nach dem Besuch der POS von 1965 bis 1969 eine Ausbildung zum Maschinenbauer mit Abitur. Danach arbeitete er drei Jahre als Volkspolizist, zuletzt als Oberwachtmeister im Volkspolizei-Kreisamt Lübben. Nach dem Eintritt in die SED 1970 folgte ab 1972 ein vierjähriges Studium der Staats- und Rechtswissenschaften an der Friedrich-Schiller-Universität Jena. Danach war er dort wissenschaftlicher Assistent und wurde 1982 mit der Arbeit Einheitlichkeit und Differenzierung des Strafprozesses zum Dr. jur. promoviert. 1981 bis 1985 war er Staatsanwalt beim Kreisstaatsanwalt Cottbus und beim Staatsanwalt des Bezirkes Cottbus, bis 1990 Staatsanwalt beim Generalstaatsanwalt der DDR (Abteilung internationale Verbindungen, Sektor West) zuständig für Rechtshilfeverkehr.

## Tätigkeit als Generalstaatsanwalt der DDR
Im Januar 1990 wurde Hans-Jürgen Joseph Nachfolger von Harri Harland als Generalstaatsanwalt der DDR. Grund der Ablösung war ein Bericht Harlands am 12. Januar 1990 über die bisherige Ermittlungsarbeit, der von der Volkskammer als völlig unzureichend bewertet wurde und zu Forderungen nach disziplinarrechtlichen Konsequenzen führte.
Eine der ersten Amtshandlungen von Hans-Jürgen Joseph war das erste – verunglückte – Verfahren gegen Erich Honecker wegen „Hochverrats“: Am 29. Januar 1990 wurde Honecker verhaftet und in die Untersuchungshaftanstalt Berlin-Rummelsburg eingeliefert. Aber bereits am Abend des folgenden Tages, dem 30. Januar 1990, wurde Honecker wieder aus der Haft entlassen: Das zuständige Stadtbezirksgericht hatte den Haftbefehl aufgehoben und ihm laut ärztlichem Gutachten Haft- und Vernehmungsunfähigkeit attestiert.
Im März 1990 ordnete Hans-Jürgen Joseph an, den am 7. Dezember 1989 verhafteten Erich Mielke wegen „erheblichen geistigen und körperlichen Zerfalls“ aus der Untersuchungshaft zu entlassen. Unter Josephs Nachfolger bescheinigte im Juli 1990 das Krankenhaus der Volkspolizei jedoch die Haftfähigkeit und Mielke wurde wieder inhaftiert.
In die Amtszeit von Joseph fiel auch die Fahndung und Verhaftung (am 6. Juni 1990) der ehemaligen RAF-Terroristin Susanne Albrecht.
In der 14. Volkskammertagung am 15. Juni 1990 wurde vom Abgeordneten Jürgen Schmieder das Fehlen eines Konzeptes zur „offensiven Auseinandersetzung mit belasteten Staatsanwälten“ beklagt und Joseph als Generalstaatsanwalt abberufen. Ihm wurde mangelnde Kompetenz und Konzeptionslosigkeit im Sinne der neuen gesellschaftlichen Ordnung der DDR vorgeworfen. Im Juli 1990 wurde Günther Seidel als letzter Generalstaatsanwalt der DDR sein Nachfolger.

## Spätere berufliche Stationen
Bis August 1990 war Joseph Staatsanwalt beim Generalstaatsanwalt, bis Oktober 1990 Mitarbeiter in der Rechtsabteilung des Ministeriums des Innern der DDR und dann bis Dezember 1990 Mitarbeiter in der Rechtsabteilung des Bundesinnenministeriums. 1994 erhielt Joseph seine Zulassung als Rechtsanwalt; von Januar 1995 bis November 2011 war er Sozius in einer Rechtsanwaltskanzlei in Erkner, seitdem ist er als Einzelanwalt in Ahrensfelde tätig.

## Privates
Hans-Jürgen Joseph ist verheiratet und hat drei Söhne.

## Publikationen (Auswahl)
- Einheitlichkeit und Differenzierung des Strafprozesses (Promotion, Universität Jena, 1982, doi:10.22032/dbt.45595)